# 녹미

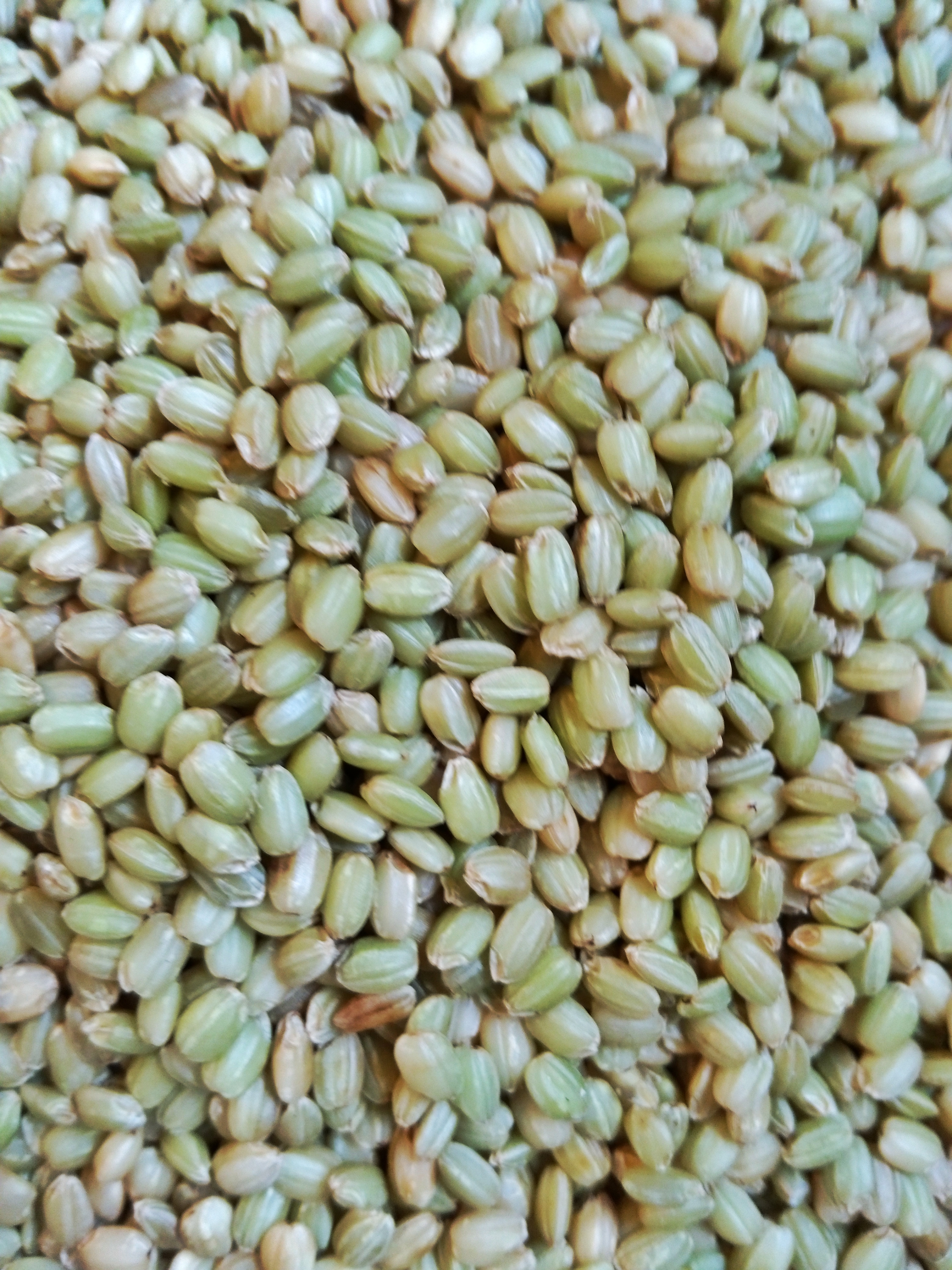
녹미

녹미(綠米)는 유색미의 일종으로, 겉이 초록색을 띠는 쌀이다.

## 같이 보기
- 홍미
- 흑미